# 久留間鮫造

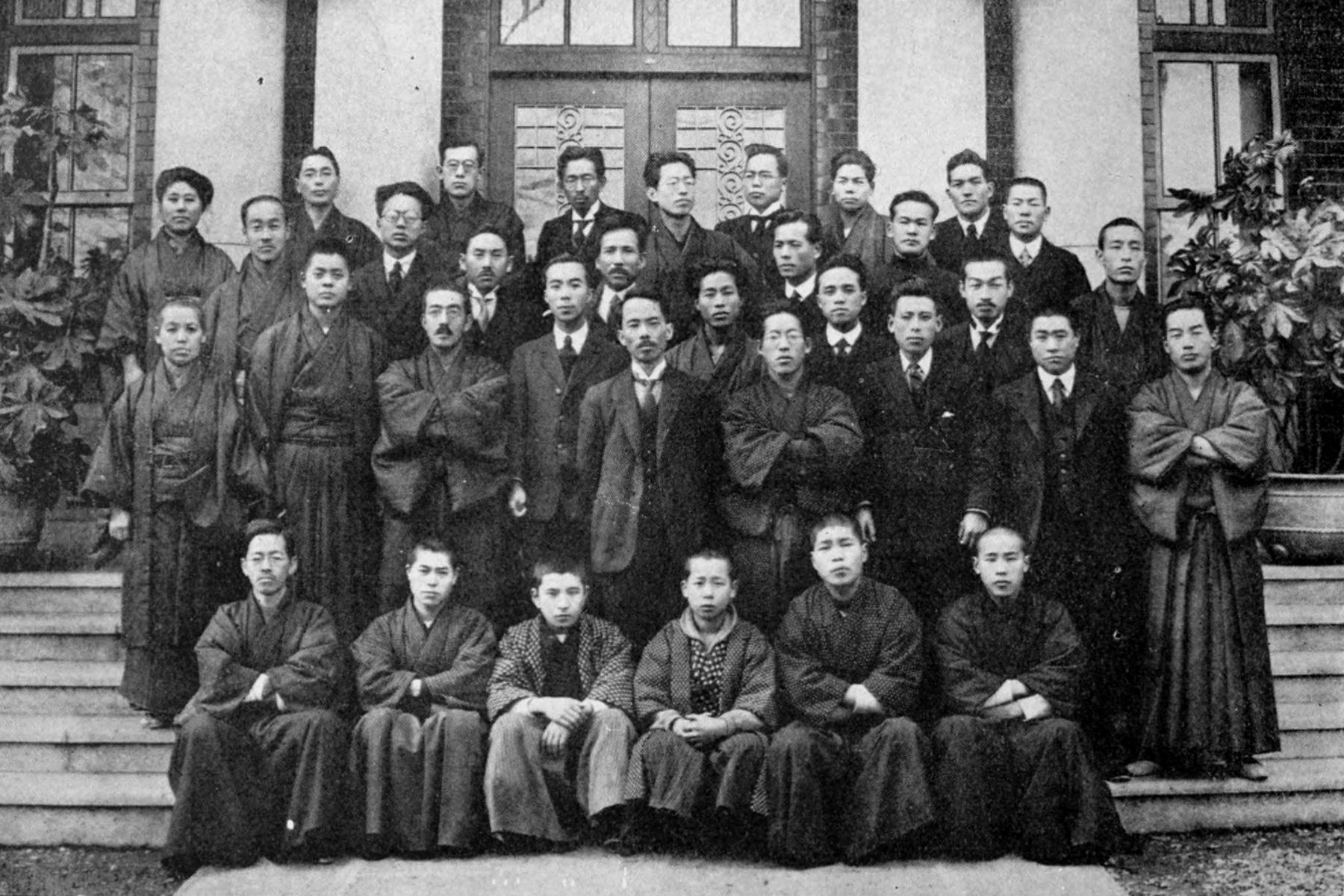
1923年当時の大原社会問題研究所員（後列左から3人目が久留間鮫造）

久留間 鮫造（くるま さめぞう、1893年（明治26年）9月24日 - 1982年（昭和57年）10月20日）は、日本の経済学者。法政大学名誉教授・法政大学大原社会問題研究所所長。専攻はマルクス経済学であり、『マルクス経済学レキシコン』の編者として有名。立教大学名誉教授の久留間健は彼の子である。

## 人物
岡山県岡山市に紙問屋の長男として生まれる。家業を継いで欲しいという親の願いに反し、岡山県立岡山中学校、第六高等学校から東京帝国大学法科大学経済学科に入学、1か月後に政治学科に転科。病気による1年の休学をはさんで卒業。ゼミには参加していない。
1918年、住友銀行に入行するが、自分のやりたい仕事ではないと感じ（久留間は学問をしたい、また世の中のためになること、国家のためになることをしたいと考えていた）、また米騒動における労働者階級の力に衝撃を受け、銀行にはいられないと、3か月余りで退行。いったん実家に戻った後、翌年2月に大原社会問題研究所に入所。1920年から2年間、櫛田民蔵とヨーロッパに資料蒐集を命ぜられる。久留間はイギリスで、櫛田はドイツで図書資料を集め、それらは研究所の貴重な財産となった。1923年より3年間、同志社大学で経済学史を講ずる。なお、日本資本主義論争には参加していない。
1945年5月の空襲で大原社会問題研究所は事務所・蔵書類を焼失。戦後は所長の高野岩三郎と再建に奔走する。1946年9月、大内兵衛の勧めもあり法政大学教授に就任。法政大学では経済学史を担当する。1960年経済学博士（法政大学）。1964年退職、名誉教授。
晩年はマルクスの事典である『マルクス経済学レキシコン』の作成に、法政大学と立教大学のマルクス経済学研究者を集めて取り組む。
兼任教授として愛知大学で、非常勤講師として東京大学、北海道大学、学習院大学などで経済学史を講じた。

## 略歴
- 1911年 岡山県立岡山中学校卒業
- 1914年 第六高等学校卒業
- 1918年 7月、東京帝国大学法科大学卒業。住友銀行に入行するが、3か月余りで退行。
- 1919年 2月、大原社会問題研究所研究員
- 1920年 10月、櫛田民蔵と渡欧。イギリス・ドイツに滞在（-1922年8月まで）
- 1923年 同志社大学講師（経済学史担当）
- 1946年 10月、法政大学教授（経済学史担当）
- 1949年 11月、法政大学大原社会問題研究所所長就任（-1966年4月まで）
- 1960年 経済学博士（法政大学）
- 1964年 法政大学退職、名誉教授
- 1968年 『マルクス経済学レキシコン』、大月書店より刊行開始
- 1982年 肺がんのため逝去

## エピソード
- 同志社大学ではいやいやながら経済学史の講義を行なったという[1]。法政大学から招聘があったときも、皮肉にも経済学史の担当で迎えられた。
- 久留間が法政大学に入ったとき、校友の理事から法政のためにもっと助力してほしいと懇願されたが、大原社会問題研究所の問題で手一杯（大内兵衛は東京大学に戻り、高野岩三郎はNHK会長に就任し、人手がなかった）だと久留間が答えたところ、それなら大原社研を法政に持ってくれば良い、と答えられ、本当に1949年に法政大学と合併することになった[2]。
- 東京大学を定年退官した大内兵衛には、再就職の求めが多数あったが、法政大学に就職したのは30年来の友人であった彼の懇請によるところが大きいとされる[3]。
- 『マルクス経済学レキシコン』の中に、富塚良三の均衡蓄積軌道論を批判する記述がある。富塚はこれに反批判を加え、両者の間に論争が起こった[4]。

## 著書

### 単著
- 『経済学史』（河出書房、1948年）
- 『マルクス恐慌論研究』（北隆館、1949年）
- 『恐慌論研究』（新評論、1953年）
- 『経済学史I』（法政大学通信教育部、1956年）
- 『価値形態論と交換過程論』（岩波書店、1957年）
- 『増補新版 恐慌論研究』（大月書店、1965年）
- 『貨幣論─貨幣の成立とその第一の機能（価値の尺度）─』（大月書店）

### 共著
- （玉野井芳郎）『経済学史』（岩波書店、1954年、改版1977年）

### 編著
- 『資本論辞典』（青木書店、1961年）
- 『マルクス経済学レキシコン』（大月書店、1968年-85年）